# August Heinrich von Seckendorff
Freiherr August Heinrich Eduard Friedrich von Seckendorff (aus der Rinhofer Hauptlinie) (* 13. Februar 1807; † 30. Dezember 1885 in Leipzig) war ein deutscher Jurist. 

## Leben
Von Seckendorff studierte in Bonn Jurisprudenz, promovierte dort 1826 und trat 1830 in den preußischen Staatsdienst ein. Als rheinischer Jurist war er unter anderem beim Justizamt in Ehrenbreitstein und beim Appellationsgericht in Köln, dem Vorgänger des Oberlandesgerichts Köln, als Richter tätig. Er wurde dann Staatsprokurator in Trier, später Oberprokurator in Köln. 1856 ernannte man ihn zum Mitglied des Obertribunals in Berlin und 1871 zum Generalprokurator am Appellationsgericht in Köln. 1849–1851 vertrat er einen rheinischen Wahlbezirk in der Zweiten Kammer des preußischen Landtags. 
Sein bedeutendster Prozess war der Kölner Kommunistenprozess 1852. Dieser Prozess ging auf eine Idee Königs Friedrich Wilhelm IV. von Preußen zurück. Er selbst gab im Fall des Bundes der Kommunisten das Ziel in einem Schreiben an Ministerpräsident Otto Theodor von Manteuffel vom 11. November 1850 vor: Aufgabe müsse es sein, mit allen Mitteln „das Gewebe der Befreiungsverschwörung“ auszuspionieren. Dem „preußischen Publikum“ solle das „ersehnte Schauspiel eines aufgedeckten und (vor allem) bestraften Komplotts“ gegeben werden. Alle Angeklagten wurden beschuldigt „im Laufe der Jahre 1848, 1849, 1850 und 1851 zu Köln ein Komplott gestiftet zu haben, dessen Zweck war, die Staatsverfassung umzustürzen und die Bürger und Einwohner gegen die königliche Gewalt und gegeneinander zur Erregung eines Bürgerkrieges zu bewaffnen. Verbrechen gegen Art. 87, 89 und 91 des Rheinischen und § 61 Nr. 2 und § 63 des Strafgesetzbuches für die preußischen Staaten.“ Er beantragte für sieben Angeklagte zwischen acht und drei Jahren Festungshaft, Aberkennung der bürgerlichen Ehrenrechte und zur Tragung der Prozesskosten. Die beiden Staatsprokuratoren von Seckendorff und Otto Saedt wurden unmittelbar nach dem Ende des Prozesses vom König Friedrich Wilhelm IV. persönlich mit dem roten Adlerorden „dritter Klasse mit Schleife“ bzw. „vierter Klasse“ ausgezeichnet. Karl August Varnhagen von Ense urteilte über den Prozess:

„Niederschlagende Nachricht aus Köln! […] Ein schändliches, ganz ungerechtes Urtheil! Die Regierung hat abscheulich alles dazu vorbereitet, anderthalbjährige Untersuchungshaft gebraucht, die Geschworenen ernannt, Schelmenstück veranlaßt etc. – Und ein solcher – wie Stieber geht frei umher, darf sich brüsten Belohnung zu fordern, während die besten Männer im Kerker schmachten! […] Alle Rechtskundigen hier und im Rheinland waren überzeugt, die Angeklagten könnten nach den jetzt geltenden Gesetzen nicht verurtheilt werden.“

Mit Errichtung des Reichsgerichts am 1. Oktober 1879 wurde er als Oberreichsanwalt an die Spitze der Reichsanwaltschaft berufen. 1884 vertrat er die Anklage gegen den Anarchisten August Reinsdorf.
Er starb am 30. Dezember 1885 in Leipzig. 
Sein Sohn war Rudolf von Seckendorff, der von 1905 bis 1920 Präsident des Reichsgerichts war.

## Werke
- De capitis deminutione minima. DuMont-Schauberg, Köln 1828 (Dissertatio ab ill. Ictorum Bonnensium ordine a. MDCCCXXVI. una cum altera ejusdem argumenti praemio ornata) Digitalisat